# تريستان بلامر
تريستان بلامر (بالإنجليزية: Tristan Plummer)‏ (30 يناير 1990 ببرستل في المملكة المتحدة - ) هو لاعب كرة قدم بريطاني في مركز الهجوم. شارك مع منتخب إنجلترا تحت 16 سنة لكرة القدم ومنتخب إنجلترا تحت 17 سنة لكرة القدم ومنتخب إنجلترا تحت 18 سنة لكرة القدم. أما مع النوادي، فقد لعب مع نادي بريستول سيتي ونادي توركي يونايتد ونادي غيلينغهام ونادي لوتون تاون ونادي هيرفورد وWeston-super-Mare A.F.C. ‏ ونادي ألدرشوت تاون ونادي ويموث ونادي بورتيمونينسي.

## وصلات خارجية
- تريستان بلامر على موقع قاعدة بيانات كرة القدم.إي يو (الإنجليزية)
- تريستان بلامر على موقع Soccerbase.com (لاعب) (الإنجليزية)
- تريستان بلامر على موقع Soccerway.com (الإنجليزية)